# Partizansk
Huyện Partizansk (tiếng Nga: ? райо́н) là một huyện hành chính tự quản (raion), của Vùng Primorsky, Nga. Huyện có diện tích 425 km², dân số thời điểm ngày 1 tháng 1 năm 2000 là 47100 người. Trung tâm của huyện đóng ở Partizansk.